# Crassispira ansonae
Crassispira ansonae é uma espécie de gastrópode do gênero Crassispira, pertencente à família Pseudomelatomidae.